# Рейджиро Вакацуки
Рейджиро Вакацуки (на японски: 若槻 礼次郎) е японски юрист и политик, министър-председател на Япония, един от най-големите противници на силното политическо влияние на армията върху политическия живот и включването на страната във Втората световна война.

## Биография

### Произход и начало на кариерата
Рейджиро Вакацуки е роден на 5 февруари 1866 г. във феодалното владение Мацуе (префектура Шимане) в семейство Окумура, а по-късно приема фамилията Вакацуки. През 1892 г. завършва Токийския императорски университет, където специализира френско право, и постъпва на работа в Министерството на финансите. Там стига до пост директор на данъчно бюро, а в 1906 г. е назначен и за зам.-министър на финансите в третия кабинет на Таро Кацура и става член на партията Риккен Дошикай. През 1914 г. Вакацуки е назначен за финансов министър във втория кабинет на Шигенобу Окума, и в 1916 г., заедно с Такааки Като, става член на партията Риккен Кенсейкай.

### Първо правителство на Вакацуки (1926 – 1927)
През 1924 г., когато Кейго Кийоура сформира правителство от представители на Камарата на лордовете, Вакацуки се присъединява към Движението за защита на демокрацията, отстояващо създаването на партиен кабинет. След смъртта на Такааки Като, Вакацуки поема председателския пост на партията Риккен Кенсейкай, а на 30 януари 1926 г. е избран и за министър-председател. При него положението на Риккен Кенсейкай, независимо от опозицията от страна на старите им съюзници от Риккен Сейюкай, значително укрепва. Причина за това става икономическата стабилизация на страната и активната дейност на кабинета за справяне с последиците от силното земетресение през 1923 г.
От друга страна Вакацуки се сблъсква със сериозни политически противоречия, които се разгарят още от началото на 1925 г. в парламента. Полага големи усилия за потушаване на постоянните конфликти между парламентарните групи, Тайния съвет и Камарата на лордовете, изострили докрай политическата обстановка в Япония. През април 1926 г. правителството на Вакацуки издава закон за арбитража при трудови спорове, в 1927 г. е приет и закон за социалното застраховане на трудещите се. На 25 декември 1926 г. умира император Йошихито и на трона сяда синът му Хирохито. През март 1927 г. в Япония започва финансова криза, чието начало слага фалитът на редица малки и средни банки. Най-сериозна става ситуацията през април, когато претърпява крах една от най-големите търговски къщи в страната – Судзуки. Банкрутът на тази фирма, тясно свързана с полуправителствената Тайванска банка, се оказва с гибелни последици за правителството на Вакацуки. За да преодолее кризата кабинетът предлага да се увеличи разходната част на бюджета с 200 млн. йени. и предоставя проекта за обсъждане в Тайния съвет, тъй като парламентът не е в сесия. Тайният съвет, повечето от членовете на който са недоволни от „негативната“ политика на Вакацуки на международната сцена, обаче отказва да одобри проекта. Ден по-рано подобни обвинения отправя и партията Риккен Сейюкай, начело с лидера си Гиичи Танака, който обвинява Вакацуки за неговата „примиренческа позиция по отношение на китайската революция и политиката на неоказване на съпротива“. В резултат, на 17 април 1927 г., кабинетът на Вакацуки подава колективна оставка под натиска на членовете на Тайния съвет.

### Дипломатическа дейност (1930 – 1931)
През 1930 г. Вакацуки ръководи японската делегация на Лондонската конференция по морските въоръжения и успява да добие най-големи, в сравнение с останалите участници, ползи за страната си – равна със САЩ и Англия норма за подводници и по-изгодно съотношение при ескадрените миноносци и крайцерите от установеното от Вашингтонската конференция. Осен това Япония си запазва правото след изтичане срока на действие на Лондонския договор да предяви нови по-високи изисквания. Независимо от това обаче, действията на Вакацуки в Лондон са разкритикувани от офицери от японския флот, а срещу тогавашния премиер Юкио Хамагучи е организирано покушение.

### Второ правителство на Вакацуки (1931)
След убийството на Хамагучи Вакацуки застава начело на партията Риккен Минсейто, а на 14 април 1931 г. отново става министър-председател. В това правителство под натиска на армията за военен министър е назначен Джиро Минами, тясно свързан с крайни радикали сред военните, настояващи за завладяването на Манджурия като част от предстоящата националсоциалистическа революция в Япония. Самият Вакацуки обаче настоява за по-умерена политика, в резултат на което към лятото на 1931 г. противоречията между него и армията се изострят до краен предел. На 18 септември 1931 г. след т.нар. Манджурски инцидент, за няколко дни японската армия окупира провинциите Мукден и Гирин в Манджурия, без да се допита и поиска одобрение от правителството. При това самият премиер Вакацуки е държан в неведение за действията на армията и поставен пред свършен факт. Излизането на военните извън контрола на кабинета, липсата на подкрепа сред близкото обкръжение на императора, както и наличието на противници сред самите министри, стават причина на 11 декември 1931 г. Вакацуки да подаде оставка.

### Късни години
След оттеглянето си от премиерския пост Вакацуки запазва мястото си в Камарата на лордовете и до оттеглянето си през 1934 г. от поста председател на партията Риккен Минсейто, участва активно участие в работата на тази политическа сила, пропагандирайки идеите на либерализма. Преди включването на Япония във Втората световна война Вакацуки, като един от най-възрастните и опитни държавни дейци в страната, участва нееднократно в съвещания при императора по повод международната ситуация и избора, който Токио трябва да направи. Там той отстоява виждането, че Япония не трябва да се включва във войната на всяка цена, а само в защита на своето национално съществуване и самоотбрана.
Впоследствие Вакацуки е сред най-големите критици на премиера Хидеки Тоджо и в 1944 г. се обявява за прекратяване на войната и сключването на компромисен мир. В самия край на Втората световна война се присъединява към тайното „Общество 1945“, чиято цел е прекратяване на войната при приемливи за Япония условия.
По време на заседанията на Международния трибунал за Далечния изток Вакацуки участва в качеството си на свидетел и в изказванията си подчертава, че армията в Япония се е превърнала в държава в държавата, а генералите провокирали конфликт след конфликт.
Рейджиро Вакацуки умира на 20 ноември 1949 г.